# オズワルド・シレン
オズワルド・シレン（Osvald Sirén、1879年4月6日 - 1966年6月26日）は、フィンランド出身のスウェーデンの美術史家である。18世紀のスウェーデン、ルネサンス期のイタリア、中国の美術を中心に研究した。

## 生涯
シレンはヘルシンキで1879年4月6日に生まれた。
1908年から1923年までストックホルム大学で美術史と芸術理論のJ・A・ベルク教授を務めた。1928年から1945年まで、スウェーデン国立美術館の絵画・彫刻部門長を務めた。
1966年6月26日にストックホルムにおいて87歳で死去した。
中国美術の分野での主な著書に"Gardens of China"（中国の庭園）、"China and Gardens of Europe of the 18th century"（中国と18世紀ヨーロッパの庭園）、"Chinese Painting: Leading Masters and Principles"（中国絵画: 主な巨匠と原理）、"The Walls and Gates of Peking"（北京の壁と門）などがある。
シレンは神智学運動の初期のメンバーだった。1956年、チャールズ・ラング・フリーア・メダルを授与された。
シレンは、民国18年8月10日内政部指令に基づく中国語名を喜 龍仁（き りゅうじん）としていた。しかし、1985年に北京燕山出版社が『北京の壁と門』の中国語訳『北京的城墙与城门』を発刊する時、著者名を誤って「奥斯伍尔德·喜仁龙」（オズワルド・喜仁龍）としてしまった。それ以来、葛兆光や石守謙などの中国系の美術史家がシレンの名前を「喜仁龍」と表記している。

## 主な著書
- A Descriptive Catalogue of the Pictures in the Jarves Collection Belonging to Yale University (1916)
- Giotto and Some of his Followers (1917)
- The Walls and Gates of Peking (1924)
- Chinese Sculpture from the Fifth to the Fourteenth Century; over 900 Specimens in Stone, Bronze, Lacquer and Wood, Principally from Northern China (1925)
- Les palais imperiaux de Pekin (1926)
- A History of Early Chinese Art (1929)
- The Chinese on the Art of Painting: Translations and Comments (1936)
- A History of Later Chinese Painting (1938)
- Gardens of China (1949)
- China and Gardens of Europe of the Eighteenth Century (1950)
- Chinese Painting: Leading Masters and Principles (1956)
- Chinese Sculptures in the von der Heydt Collection  (1959)